# Daigo Fujita
Daigo Fujita (藤田大吾 Fujita Daigo?) es un cantautor y músico japonés, actualmente vocalista de la banda aluto.

## Cronología
- 1992 - Integra en su primera banda musical.
- 1996 - Se convierte en el rostro principal del grupo self service.
- 1997 - Graba su primera cinta de demo en un estudio musical, y también realiza sus primeras presentaciones callejeras por distintos distritos de Tokio.
- 1998 -  La banda comienza su primera gira "Shiawase" (シアワセ), y tras esto se separa.
- 2000 - Comienza su actividad en solitario, interpretando su música en las calles.
- 2004 - Conoce a Honoka, y forman la banda aluto.
- 2006 - aluto lanza su primer sencillo, "Michi".
- 2007 - aluto debuta en Sony Music Entertainment Japan con su primer sencillo major "Michi ~to you all".

## Discografía en solitario
- 藤田大吾 (EP)